# Rhytidocaulon
Rhytidocaulon — род суккулентных растений семейства Кутровые (Apocynaceae). Входит в трибу Стапеливые (Stapelieae).

## Название
Родовое латинское (научное) название Rhytidocaulon происходит от греческих слов rhytidos, означающего «морщина» или «складка», и kaulos, что означает «стебель».

## Ботаническое описание
Rhytidocaulon — род растений, характеризующийся редкими и неравномерно разветвленными стеблями, которые исходят от центрального стебля. Стебли обычно располагаются горизонтально, но иногда могут карабкаться, если получают поддержку от другой растительности. Стебли имеют четырехугольную форму, которая обычно сужается к концу. Они могут быть окрашены от серого до коричневатого оттенка, а их поверхность заметно морщинистая или покрыта пузырчатыми выростами. Углы стеблей закруглены и часто имеют нечеткие грани.
Листья растений представляют собой чешуевидные структуры, прижатые к стеблю и склонные к быстрому опаданию. Цветки встречаются одиночно или по три вместе, разбросанные вдоль стебля, хотя чаще они располагаются в верхней его части. Цветки раскрываются последовательно, а основание цветоноса короткое или практически отсутствует. Форма околоцветника разнообразна, преобладают вращающиеся или слабо колокольчатые структуры. Трубка цветка короткая или практически отсутствует, а лопасти могут иметь овально-треугольную или линейную форму; у некоторых видов они соединены на концах. Околоцветник имеет гиностегиальную структуру и состоит из двух слоев лопастей различной формы. Листовки широко расходятся и имеют округлую форму. Семена обычно имеют пучок волосков на одном конце.

## Распространение
Эфиопия, Кения, Оман, Саудовская Аравия, Сомали и Йемен.

## Таксономия
Rhytidocaulon P.R.O.Bally, первое упоминание в Candollea 18: 335 (1963), nom. cons.

### Виды
Подтвержденные виды по данным сайта Plants of the World Online на 2023 год:
- Rhytidocaulon arachnoideum T.A.McCoy
- Rhytidocaulon baricum Thulin
- Rhytidocaulon ciliatum Hanácek & Ricánek
- Rhytidocaulon elegantissimum Hanácek & Ricánek
- Rhytidocaulon fulleri Lavranos & Mortimer
- Rhytidocaulon macrolobum Lavranos
- Rhytidocaulon mccoyi Lavranos & Mies
- Rhytidocaulon molamatarense T.A.McCoy & Plowes
- Rhytidocaulon paradoxum P.R.O.Bally
- Rhytidocaulon piliferum Lavranos
- Rhytidocaulon pseudosubscandens T.A.McCoy
- Rhytidocaulon richardianum Lavranos
- Rhytidocaulon sheilae D.V.Field
- Rhytidocaulon specksii T.A.McCoy
- Rhytidocaulon splendidum T.A.McCoy
- Rhytidocaulon subscandens P.R.O.Bally
- Rhytidocaulon tortum (N.E.Br.) M.G.Gilbert